# Lumen (romanzo)
Lumen è un romanzo della scrittrice italoamericana Ben Pastor, il primo nel ciclo dedicato al personaggio ricorrente di Martin Bora, ufficiale dell'esercito tedesco durante la Seconda guerra mondiale. 
 Sullo sfondo dell'occupazione nazista della Polonia narra un'indagine per omicidio condotta dal maggiore Bora con l'aiuto di padre Malecki, sacerdote americano di origine polacca.

## Titolo
Lumen è un sostantivo neutro latino che come ricorda la stessa autrice nell'esergo del volume, facendo riferimento al Lewis Latin Dictionary, significa luce, lume.
 Nel corso della narrazione il protagonista, impegnato con la sua indagine a "fare luce" sulla strana morte di una suora in odore di santità, si interroga a lungo sui significati reali e metaforici del termine.

## Incipit
The Polish words stencilled on the plaque read, "Take Good Heed", and the Hebrew script below them presumably repeated the sentence. Coloured pictures illustrating the alphabet were pasted on the wall around the plaque. [...] Behind his figure, flooding the classroom with light, three wide open windows let in the afternoon sun and a lukewarm afternoon wind.»
La scritta in polacco dipinta sul cartello esortava: Fate bene attenzione, e i caratteri ebraici, poco più sotto, ribadivano verosimilmente lo stesso concetto. Sul muro, tutto intorno, erano affisse illustrazioni a colori dell'alfabeto. [...] Alle sue spalle, dalla finestre spalancate che inondavano di luce l'aula scolastica, entravano il sole calante e una tiepida brezza pomeridiana.»
(Traduzione dall'inglese di Paola Bonini)

## Trama
Inverno del 1939, Cracovia. L'esercito tedesco ha invaso la Polonia, considerata come Stato germanico da reintegrare nel Reich: è iniziata la Seconda guerra mondiale. Fra le truppe di occupazione presenti in città c'è il giovane Martin Bora, promosso da pochi mesi al grado di capitano. I tedeschi stanno consolidando la loro presenza sul territorio e preparano un piano di segregazione contro i polacchi di origine ebraica; i doveri militari che pesano su Bora sono molteplici, tuttavia, al seguito del suo superiore, il colonnello Hofer, il capitano ha modo di visitare anche il convento cittadino di Nostra Signora delle Sette Pene. La badessa, Madre Kazimierza, donna austera interamente dedita alla meditazione e alla preghiera, gode fama di santità: le si attribuiscono profezie e miracoli, e il colonnello Hofer, afflitto dalla malferma salute del figlioletto lasciato in Germania, ha iniziato a frequentare il convento, nella speranza che la santa suora riesca a salvare la vita del piccolo.
Un giorno, arrivati al convento, i due scoprono che Madre Kazimierza è stata uccisa: un colpo di pistola l'ha raggiunta mentre da sola pregava nel chiostro. Hofer rimane sconvolto dall'accaduto e Bora, che tra i superiori si è conquistato la fama di utile investigatore, viene incaricato di svolgere indagini rapide e discrete su quell'omicidio da cui potrebbero derivare numerosi problemi. Madre Kazimierza infatti era molto popolare tra i polacchi, ma i tedeschi - che sulle sue attività hanno anche un corposo dossier intitolato Lumen - potrebbero aver avuto motivo di diffidare di lei a causa di alcune profezie giudicate sfavorevoli al Reich: se si diffondesse la voce che l'omicidio ha avuto una matrice politica, i disordini nel Paese sarebbero inevitabili.
Bora viene affiancato nell'indagine da padre Malecki, un gesuita americano incaricato dalla Santa Sede di verificare i miracoli di Madre Kazimierza. Tra i due si stabilisce uno strano e difficile rapporto, tanto di collaborazione quanto di antagonismo, complicato dal fatto che malgrado la neutralità degli Stati Uniti e la fede cattolica di Bora, quest'ultimo è pur sempre un soldato occupante.
La questione si aggrava quando alle Sette Pene vengono scoperte armi nascoste che sembrano chiamare in causa i partigiani polacchi, forse infiltratisi il giorno dell'omicidio tra gli operai incaricati di svolgere alcuni lavori nel convento. Bora inoltre si trova a dover investigare anche su di un'altra morte, quella del maggiore Retz, che con lui divideva l'alloggio nel centro di Cracovia. Il maggiore sembrerebbe essersi suicidato, ma i particolari strani sono troppi per non far sospettare invece un omicidio.
Le due vicende delittuose si rivelano alla fine totalmente indipendenti l'una dall'altra, legate soltanto dal disordine che la guerra ha posto sullo sfondo: per entrambe Martin Bora trova la soluzione, rimanendo però intrappolato nel doloroso conflitto tra i suoi doveri di soldato e il richiamo morale di una coscienza che non può fare sconti.

## Personaggi
- Martin Bora. Ventiseienne capitano dell'esercito tedesco. È innanzitutto un soldato, ma si trova a rivestire anche il ruolo di investigatore perché i superiori ne riconoscono le doti di razionalità e tenacia.

- Madre Kazimierza. Badessa del convento di Nostra Signora delle Sette Pene a Cracovia, al secolo Maria Zapolyaia, appartenente ad un'aristocratica famiglia polacca. Donna istruita, conservatrice ed austera, già in vita gode fama di santità. Il suo motto è Lumen Christi Adiuva Nos (ovvero Luce di Cristo aiutaci). Dopo la sua morte il posto di badessa passa a suor Jadwiga, che di Madre Kazimierza era stata assistente.

- John Malecki. Sacerdote gesuita, nato negli Stati Uniti, a Chicago nell'Illinois, da genitori polacchi. È stato inviato a Cracovia dalla Santa Sede per indagare sui presunti miracoli di Madre Kazimierza. Personalmente pare abbastanza scettico, tuttavia il suo interesse primario è cercare la verità: cosa che, malgrado i limiti imposti dal suo ruolo istituzionale e religioso, lo rende un utile collaboratore anche per Bora.

- Hofer. Colonnello dell'esercito tedesco e diretto superiore di Bora. La curiosità e soprattutto la grave preoccupazione dovuta alla malattia del figlioletto lasciato in Germania attraggono l'uomo verso Madre Kazimierza, dalla quale attende un miracolo. Dopo la morte della suora, sconvolto ed esaurito, è costretto a lasciare il comando e a rientrare in Patria, dove dopo qualche tempo muore suicida.

- Emil Schenck. Tenente colonnello dell'esercito tedesco, sostituisce il colonnello Hofer dopo la sua partenza. Nazista convinto ed osservante, pare ossessionato soprattutto dalle questioni relative alla purezza razziale. Dopo aver prodotto sei figli maschi, è destinato a morire di lì a qualche anno durante l'assedio di Stalingrado.

- Ewa Kowalska. Ormai ultraquarantenne ma ben conservata, è un'attrice teatrale; nata in Polonia da genitori tedeschi, il suo vero cognome è Olbrycht. Con la figlia Helenka e l'amica Kasia è impegnata in un allestimento de Le Eumenidi di Eschilo, nel quale riveste il ruolo minore del fantasma di Clitennestra.

- Richard Retz. Maggiore dell'esercito tedesco, a Cracovia divide l'alloggio con Martin Bora, sul quale fa spesso pesare la superiorità di grado. Amante dei piaceri della vita, dopo l'occupazione rinnova la sua soddisfacente relazione con Ewa Kowalska, che vent'anni prima era quasi diventata sua moglie. Tuttavia non disdegna numerosi incontri anche con altre donne.

- Suor Barbara. È una delle sorelle ancora presenti nel convento di Nostra Signora delle Sette Pene. Essendo ebrea convertita, viene poi arrestata e deportata senza che né Bora né Malecki riescano a fare qualcosa per evitarlo.

## Cronologia
La vicenda narrata nel romanzo si estende dal 13 ottobre del 1939 al 15 gennaio del 1940.

## Edizioni

### Edizioni italiane
- Ben Pastor, Lumen, traduzione di Paola Bonini, Hobby & Work, maggio 2001, pp.302 - ISBN 9788871334622
- Ben Pastor, Lumen, (Lumen Redux, edizione integrale, con parti inedite rispetto alla versione originale americana[1]; pp.351, traduzione di Paola Bonini, postfazione di Marco Patricelli), Hooby & Work Publishing, 2005 - ISBN 88-7851-029-7
- Ben Pastor, Lumen, (testo rivisto; con postfazione dell'autrice); traduzione di Paola Bonini, Sellerio editore, pp. 364 - ISBN 978-8838926112

### Edizioni brasiliane
- Ben Pastor, Lumen, traduzione di Alice Xavier, Grupo Editorial Record, 2009, pp.333 - ISBN 978-85-01-08175-9

### Edizioni croate
- Ben Pastor, Lumen, traduzione di Nebojsa Budanovac, Edicije Bozicevic, 2011, pp.220 - ISBN 978-953-6751-66-2

### Edizioni francesi
- Ben Pastor, Lumen, traduzione di Laurent Bury, Actes Sud, 2009, pp.411 - ISBN 978-2-7427-8380-9
- Ben Pastor, Lumen, traduzione di Laurent Bury, Babel Noir, 2012, pp.416 - ISBN 978-2330002657

### Edizioni olandesi
- Ben Pastor, Lumen, traduzione di Niek Miedema, Wereldbibliotheek, 2010, pp. 319 - ISBN 978-90-284-23206

### Edizioni spagnole
- Ben Pastor, Lumen, traduzione di Pilar de Vicente Servio, Alianza Editorial, 2013, pp.408, - ISBN 978-84-206-7396-7

### Edizioni tedesche
- Ben Pastor, Der Tod der Äbtissin, traduzione di Sylvia Höfer, Piper Verlag Gmbh, 2006, pp.364 - ISBN 978-3-492-27116-5
- Ben Pastor, Der Tod der Äbtissin (paperback edition), traduzione di Sylvia Höfer, Piper Verlag Gmbh, 2008, pp.364 - ISBN 978-3-492-25103-7

### Edizioni del Regno Unito
- Ben Pastor, Lumen, (paperback edition), Bitter Lemon Press, 2011, pp.313 - ISBN 978-1-904738-66-4

### Edizioni statunitensi
- Ben Pastor, Lumen, Van Neste Books, 1999, pp.278 - ISBN 0-9657639-4-3
- Ben Pastor, Lumen, Bitter Lemon Press, 2011, pp.288 - ISBN 978-1904738664